# Nemesapáti
Nemesapáti község Zala vármegyében, a Zalaegerszegi járásban, a Zalai-dombságban, az Egerszeg–Letenyei-dombság területén.

## Fekvése
A Principális-csatorna és a Szévíz-patak közé eső dombok ölelésében fekszik, az itt nagyjából nyugat-keleti irányban húzódó Zala jobb (déli) parti oldalán, a megyeszékhelytől, Zalaegerszegtől légvonalban 8, közúton körülbelül 12 kilométerre északkeletre.
A közvetlenül határos települések: észak felől Vöckönd, Zalaistvánd és Kemend (Kemendollár része), északkelet felől Gyűrűs, kelet felől Orbányosfa, délkelet felől Nagykapornak, dél felől Kisbucsa és Alsónemesapáti, nyugat felől Pethőhenye, északnyugat felől pedig Alibánfa.

### Megközelítése
Déli határszéle mellett halad el a Balatontól a megyeszékhely térségéig húzódó 76-os főút, így mindkét irányból, illetve az ország távolabbi részei felől is ez a legfontosabb közúti megközelítési útvonala. Lakott területei azonban több kilométerre helyezkednek el a főúttól északi irányban, azok csak a 76-ostól a 7328-as út alibánfai szakaszáig vezető 7354-es úton közelíthetők meg. Központja vonatkozásában pedig lényegében zsáktelepülésnek tekinthető, mivel oda csak az utóbbi útból északkelet felé kiágazó, körülbelül 3 kilométer hosszú 73 224-es számú mellékút vezet.
Külterületeit keleten, egy rövid szakaszon átszeli a 7362-es út is, de az lakott területeket ott nem érint.
Lehetséges megközelítési útvonalak az ország távoli részei felől: a 8-as főúton Vasvárig, onnan tovább a 74-esen Zalaegerszegig, majd tovább keleti irányban a 76-os főúton, Csácsbozsok után kell balra letérni. Más irányból: az M7-es autópályáról a 170-es kilométernél letérve a 76-os főútra Zalaegerszeg irányába, Kisbucsa után jobbra Alsónemesapátin keresztül. Mellékúton Sümeg felől Zalaegerszeg felé közlekedve, Alibánfánál balra lekanyarodva is elérhetjük a községet.
A hazai vasútvonalak közül a Szombathely–Nagykanizsa-vasútvonal érinti, de annak nincs megállója a határai között.

## Története
Első említése 1370-ből való Istvánszeg néven. A 15. század során több nemesi család (Egerváriak, Gerseiek, Marcaliak, Deákok) is rendelkezett birtokkal a településen. A 16–17. században a törökök sokszor feldúlták, mindezek ellenére nem néptelenedett el. A lakosság a református hitre tért, a 18. század elején azonban rekatolizált.
A 18. század során a település gyorsan fejlődött. A 19. században több zsidó család is a településre költözött, ahol a domináns földművelés mellett egy szerény iparos réteg is megjelent.
A Szombathely–Nagykanizsa-vasútvonal megnyitása nagyban elősegítette Nemesapáti további fejlődését. Alsónemesapáti 1927-ben vált külön Nemesapátitól. Az 1930-as években Alsónemesapátihoz hasonlóan itt is takarékszövetkezet nyílt.

## Közélete

### Polgármesterei
- 1990–1994: Bali Ernő (független)[3]
- 1994–1998: Tóth Tihamér (független)[4]
- 1998–2002: Gáspár Zoltánné (független)[5]
- 2002–2006: Gáspár Zoltánné (független)[6]
- 2006–2010: Gáspár Zoltánné (független)[7]
- 2010–2014: Gáspár Zoltánné (független)[8]
- 2014–2019: Gáspár Zoltánné (független)[9]
- 2019–2024: Mérnyei Sándor (független)[10]
- 2024– : Mérnyei Sándor István (független)[1]

## Népesség
A település népességének változása:
| Lakosok száma | 519  | 514  | 523  | 504  | 488  | 486  | 471  |
|               | 2013 | 2014 | 2015 | 2021 | 2022 | 2023 | 2024 |

A 2011-es népszámlálás idején a nemzetiségi megoszlás a következő volt: magyar 87,8%, cigány 10%, német 1,2%. A lakosok 87,8%-a római katolikusnak, 2,6% reformátusnak, 4,6% felekezeten kívülinek vallotta magát (4,2% nem nyilatkozott).
2022-ben a lakosság 91,4%-a vallotta magát magyarnak, 6,4% cigánynak, 0,8% németnek, 0,2% horvátnak, 1,4% egyéb, nem hazai nemzetiségűnek (8,6% nem nyilatkozott; a kettős identitások miatt a végösszeg nagyobb lehet 100%-nál). Vallásuk szerint 61,9% volt római katolikus, 1,2% református, 0,6% egyéb katolikus, 5,9% felekezeten kívüli (30,3% nem válaszolt).

## Nevezetességei
Nemesapáti Szent Miklós plébániát a 14. században alapították. Temploma a korábbi, 15. századi templom helyén épült 1752-53 között és a 19. században romantikus stílusban átépítették.

## Híres nemesapátiak
- Csertán Károly Zala vármegye alispánja.
- Briglevics Károly, Zala vármegye kormánybiztos főispánja a Károlyi-kormány alatt.